# شكيب بنسودة
محمد شكيب بنسودة (بن سودة)، الكاتب العام لحزب النهضة المغربي ومؤسسه، أستاذ بكلية العلوم بجامعة محمد الخامس أكدال الرباط بالمغرب، كاتب عام سابق لحزب النهج الديموقراطي.

## وصلة خارجية
موقع حزب النهضة